# Nachal Zalzal
Nachal Zalzal (hebrejsky נחל זלזל) je vádí v jižním Izraeli, v centrální části Negevské pouště.
Začíná v nadmořské výšce necelých 500 metrů ve vysočině Ramat Boker. Směřuje pak k západu kopcovitou pouštní krajinou. Koryto toku se výrazně zařezává do okolního terénu. Ústí zprava do vádí Nachal Besor.